# Spominski znak Štrihovec
Spominski znak Štrihovec je spominski znak Slovenske vojske, ki je podeljen veteranom TO RS za zasluge pri spopadu za Štrihovec med slovensko osamosvojitveno vojno.

## Nosilci
- seznam nosilcev spominskega znaka Štrihovec